# Washington cruzando el Delaware
Washington cruzando el Delaware (en inglés: Washington Crossing the Delaware) es un óleo sobre lienzo de 1851 del pintor germano-estadounidense Emanuel Gottlieb Leutze. Se exhibe en el Museo Metropolitano de Arte de Nueva York, Estados Unidos.

## Contexto histórico
Por la noche del 25 de diciembre de 1776, George Washington y unas 2500 tropas cruzaron el río Delaware hacia Nueva Jersey —a unos catorce kilómetros de Trenton— para atacar sorpresivamente a los hessianos, en el marco de la Guerra de Independencia de los Estados Unidos. No obstante, no llegaron hasta la ciudad de Trenton hasta el amanecer debido a los témpanos de hielo y una fuerte tormenta de nieve. La resultante batalla resultó ser un «punto de inflexión» en el conflicto bélico. Por su parte, Emanuel Gottlieb Leutze, nacido en Schwäbisch Gmünd, Alemania, fue considerado un artista estadounidense por pasar su infancia en Filadelfia. En 1841, retornó a su país natal para estudiar en la Academia de Bellas Artes de Düsseldorf. No obstante, para ese momento ya había sido reconocido por obras como Colón ante la Junta de Salamanca y Regreso de Colón encadenado a Cádiz. De acuerdo con Barbara Groseclose, Washington cruzando el Delaware representó para Leutze la cúspide de su evolución política y artística.

## Historia

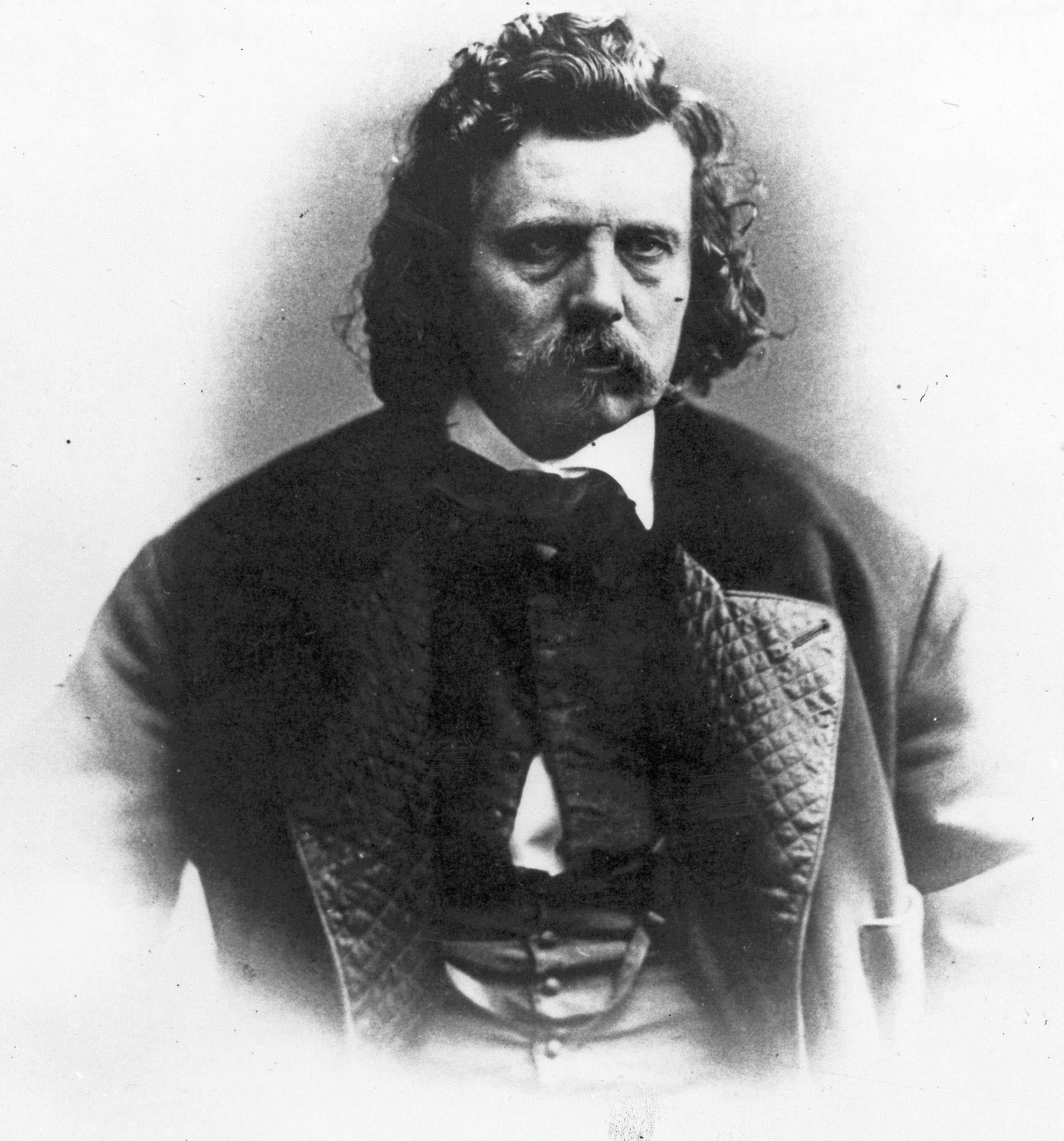
Emanuel Gottlieb Leutze c. 1870.

En 1849, Leutze comenzó los trabajos de la que sería su primera versión de la obra. Según Rachlin, retratar a los actores principales fue para el germano-estadounidense un reto, pues las características de los alemanes eran diferentes. Por tanto, convenció al paisajista Worthington Whittredge de posar cuando lo visitó en Düsseldorf: «tuve que posar dos veces, una como timonero, con el remo en mi mano, y otra como el propio Washington». Lo mismo hizo con otros estadounidenses que se encontraba. El 5 de noviembre de 1850, ya cercano a completar su trabajo, un incendio destruyó su taller y dañó gravemente la pintura. Aunque la logró restaurar y completar, finalmente optó por crear otra versión del cuadro.
El primer trabajo se exhibió en Colonia en 1850 y dos años después en Düsseldorf. En 1863, una sociedad artística privada se la compró a Leutze por novecientos táleros de oro y permaneció exhibida en su museo, el Kunsthalle Bremen, hasta su destrucción el 4 de septiembre de 1942 por un bombardeo aliado durante la Segunda Guerra Mundial. Las diferencias entre ambas versiones eran mínimas y principalmente consistieron en las distintas representaciones del agua y los témpanos. La segunda versión se completó el 15 de julio de 1851 y, posteriormente, llegó a Nueva York en septiembre.
El coleccionista Marshall O. Roberts la compró por unos 10 000 dólares por medio de la agencia Goupil and Company, luego de su exhibición en el Stuyvesant Institute del 29 de octubre al 28 de febrero de 1852 —unas 50 000 personas visitaron la exposición— y entre el 15 de marzo y el 4 de abril en la Rotonda del Capitolio. Más tarde, formó parte de la Feria Metropolitana de Nueva York. Luego de la muerte de Roberts y la subasta de su colección, el cuadró pasó a manos de John Stewart Kennedy por 16 100 dólares. No obstante, al final del evento se anunciaron las intenciones del comprador de donarla al Museo Metropolitano de Arte, cuya propiedad posee desde entonces. En abril de 2022, Christie's anunció que la pintura más pequeña se venderá en una subasta en mayo, por un estimado de preventa de $15 a $20 millones.

## Características
En el óleo sobre lienzo, que mide 3.79 metros de largo por 6.48 de ancho, Leutze dibujó a un Washington que «se yergue firme en el bote que encabeza la partida, mientras sus hombres luchan por conducir la nave entre las aguas encrespadas y salpicadas de hielo», seguidos de otros navíos con hombres y caballos. El artista adaptó un formato clásico, es decir, una disposición similar a la de los frescos que «culmina en un agrupamiento piramidal» con la bandera como cima. Los remos, témpanos y figuras conforman las diagonales, lo que crea un «tensión superficial dinámica».
Asimismo, la acción se localiza principalmente en el primer plano del bote. Las figuras, por su parte, complementan al pensativo Washington —una de las pocas personas representadas de perfil—. A diferencia de estos elementos, los posteriores están cubiertos por la neblina. Salvo por Washington, en el cuadro no hay «claves» para identificar a los demás personajes. Por tanto, desde su primera exhibición en 1851 se han planteado posibles identidades, como James Monroe, que sería la persona que sostiene la bandera. De acuerdo con Fischer, se creó con la intención de representar la imagen de una «lucha mundial por la libertad, democracia e independencia nacional».

## Análisis
Para Lowenthal con este trabajo Leutze elevó «un episodio menor de la Guerra de Independencia Norteamericana a un acontecimiento mítico». Además, Fischer apunta que la pintura celebraba el rol de las «personas ordinarias» en el hecho histórico, pues en esta obra, a diferencia de otras previas, Leutze tuvo la misma meticulosidad para con los soldados rasos que con el comandante en jefe. El autor también destaca el añadido de una «figura africana» en el cuadro, concordante con el respaldo del artista al movimiento antiesclavitud. Por su parte, Groseclose indica que la fama de la pintura ha «ocultado su origen como declaración política». En este sentido, asegura que se trató de una pintura política —al considerar «el momento en que Leutze decidió retratar ese tema, el lugar donde lo pintó y la relación que tuvo con su carrera»—, pero especialmente que el «contexto apropiado para su interpretación es alemán y no estadounidense».
Para la autora, la génesis de la pintura fue el fracaso de la revolución de 1848, cuyos objetivos —el establecimiento de una forma democrática responsable de gobierno legislativo y una nación alemana unificada— Leutze respaldó. Por tanto, la imagen sería, para el público alemán, una metáfora: en los meses siguientes a la disolución del Parlamento de Fráncfort, los revolucionarios «desmoralizados» podrían aún superar su derrota, de la misma forma en que Washington llevó a los soldados de «la desesperación a la victoria».

### Errores
Hay múltiples imprecisiones en la pintura, producto tanto de la distancia de Leutze del lugar donde ocurrió el cruce, como por la necesidad de aportarle dramatismo a la obra. Ejemplos de los errores son: la anacrónica bandera, el reducido tamaño de las embarcaciones y el incorrecto momento del día representado. Isaac Kaplan señala que en el momento del hecho histórico Washington no estaba seguro de la victoria. Además que de haber estado de pie en el borde del barco, el comandante probablemente se habría caído al río. En este sentido, considerando que es más posible que todos los hombres hubieran viajado parados, Kaplan asegura que el problema es la «inestable» posición de Washington.
Otra cuestión es la edad con la que se le representa, pese a que en ese momento contaba solamente 44 años. Por otro lado, también está exagerada la distancia que los botes atraviesan, pues en realidad el cruce fue de unos cuantos cientos de metros. En este sentido, en 2011, el artista Mort Künstler presentó su propia versión del cruce de Washington y las tropas, con base en datos más precisos. Por tanto, representó una embarcación de sesenta pies de largo, guiada por cable, con decenas de soldados, cañones y caballos, en un traslado dificultado por una tormenta de nieve y gruesas capas de hielo. A Washington se le presenta recargado de una rueda de cañón y la cara iluminada por una antorcha y una linterna.La pintura se comenta como un ejemplo de kitsch.

## Legado
El éxito que tuvo el trabajo de Leutze inspiró a George Caleb Bingham a crear su propia versión del suceso histórico. Pintó la obra Washington Crossing the Delaware entre 1856 y 1871, similar a la del germano-estadounidense con el hielo delante, el paisaje detrás y una tormenta arriba. Aunque con algunos elementos distintos, como la representación que hizo de Washington en el bote montado en su caballo. De acuerdo con Rachlin, la segunda versión —la que pasó a la posteridad— se convirtió «en una parte consustancial» de la cultura estadounidense y «símbolo de la lucha por una causa honorable superando grandes obstáculos».

## Vandalismo
En enero de 2002, el cuadro fue desfigurado por un antiguo guardia del Museo Metropolitano de Arte, que le pegó una imagen de los  Atentados del 11 de septiembre de 2001. Ello no causó mayores daños al cuadro.